# Marginália

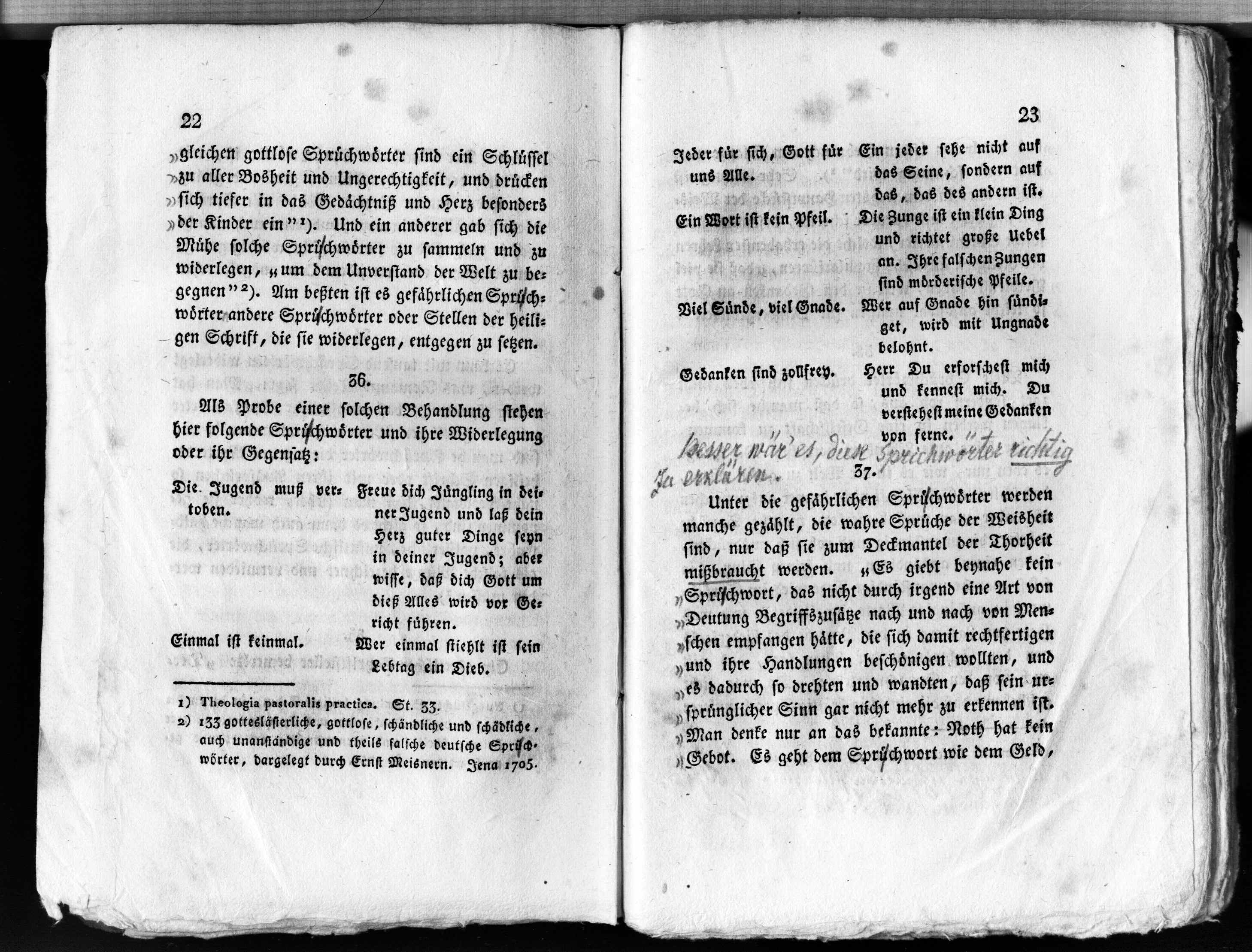
Peça da obra Wahrheit und Dichtung de Melchior Kirchhofer, com notas a caneta feitas por Josef Eiselein

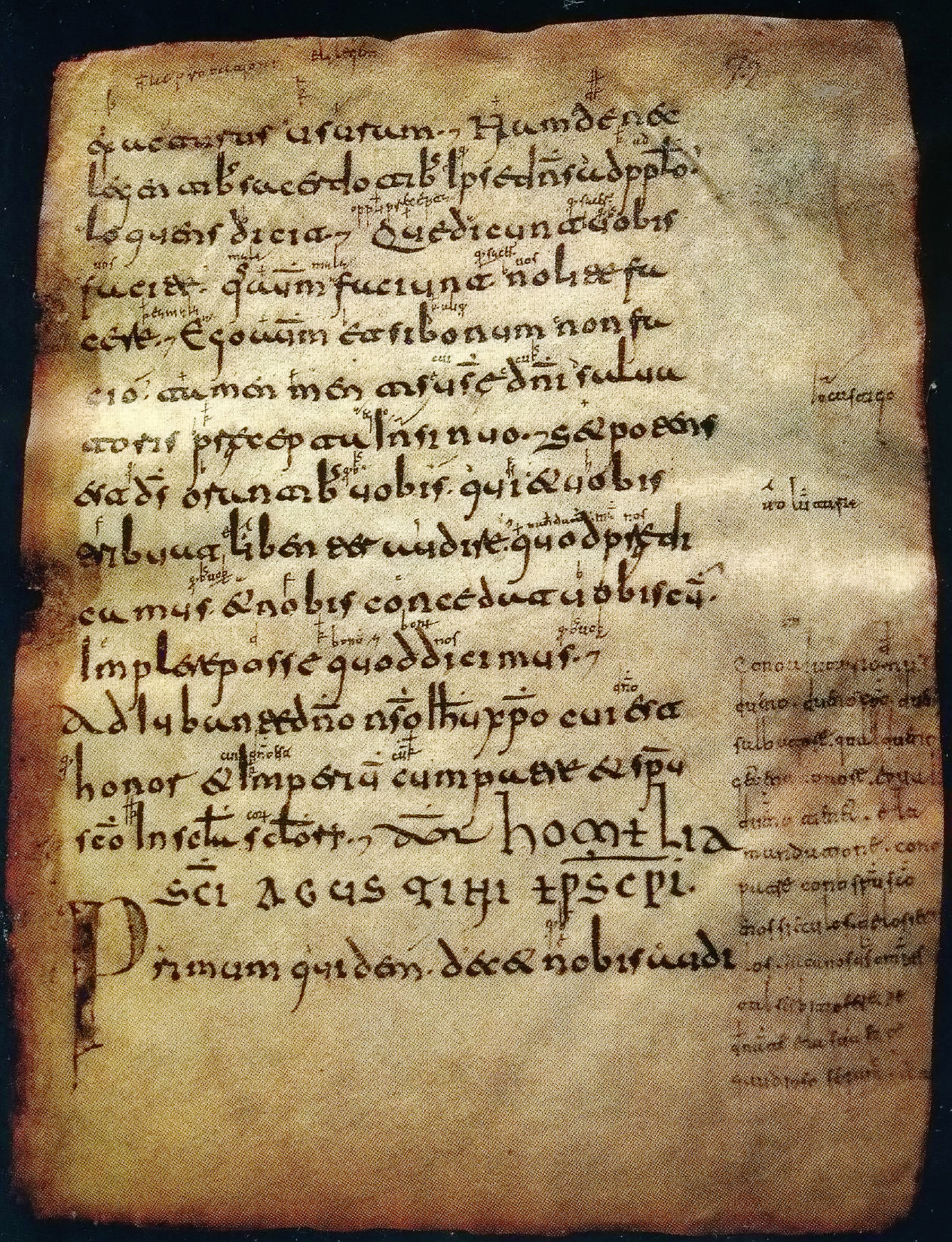
Página do Codex Emilianensis inclui glosas do texto latino que são consideradas as primeiras frases escritas em castelhano.

Marginália (do latim marginalia, como também é usado — sem o acento) é o termo geral que designa as notas, escritos e comentários pessoais ou editoriais feitos na margem de um livro. O termo é também usado para designar desenhos e floreados nas iluminuras dos manuscritos medievos. As verdadeiras marginálias não se confundem com sinais de leitura, que são marcas ou rabiscos usados para assinalar uma passagem (e.g. estrelas, cruzes, carimbos com indicadores, etc.). O modo formal de adicionar notas descritivas num documento é chamada anotação.
O escólio feito nos manuscritos clássicos são as primeiras formas conhecidas de marginália. O Último Teorema de Fermat é provavelmente a mais famosa anotação marginal da história.
O termo foi cunhado por Samuel T. Coleridge que fez uso extensivo de notas nas margens em quase todos os livros que leu. Cinco volumes apenas com as suas marginálias foram publicados. Edgar Allan Poe intitulara formalmente de "Marginália" a algumas de suas reflexões.
Algumas marginálias famosas são trabalhos sérios, ou perto disso, escritos nas margens em razão da escassez de papel. Voltaire escrevia nas margens dos livros, quando estava na prisão, e Sir Walter Raleigh escreveu nas margens uma última declaração, antes de sua execução. John Bethune foi um poeta inglês pobre, a quem o único papel disponível era justamente a lateral das páginas dos livros.
A marginália pode valorizar ou depreciar o valor de um livro, dependendo obviamente de quem tenha sido o seu autor. Marginálias eventualmente feitas por Tony Blair num livro de Winston Churchill, por exemplo, podem valorizar a obra; anotações feitas por um aluno num livro de bolso de Oliver Twist evidentemente o depreciam.
As marginálias também são chamadas de glosas (do Grego Koiné γλώσσα glosa, que significa 'língua' — o órgão — como também 'linguagem'). Glosas são notas escritas às margens ou entre as linhas de um livro , na qual se explica o significado do texto em seu idioma original, às vezes em outro idioma. Neste sentido é similar a uma Nota de rodapé. Por outro lado, as glosas ou marginálias podem variar em sua complexidade e elaboração, desde simples notas à margem de algumas palavras que um leitor pode considerar obscuras ou difíceis, até traduções completas do texto original e referências a parágrafos similares. Um conjunto de glosas é um glossário. Uma coleção de glosas legais medievais, preparada pelos chamados glosadores, com comentários de textos legais, é denominada um apparatus. A compilação de glosas em glossários marcou o começo da lexicografia, e os glossários assim produzidos foram os primeiros dicionários.